# Sham 69
Sham 69 er et punk rock/Oi!-band fra England. Sham 69 blev dannet i 1976, men blev opløst i 1980. På trods af, at bandet ikke opnåede stor kommerciel succes, opnåede Sham 69 at øve musikalsk indflydelse på bands indenfor genrene streetpunk og Oi!. Sham 69 blev gendannet i 1989 og var aktive indtil 2006, hvor bandet atter blev opløst. Bandet blev dog atter gendannet i 2011.

## Albummer
- 1978: Tell Us the Truth
- 1978: That’s Life
- 1979: The Adventures of Hersham Boys
- 1980: The Game
- 1988: Volunteer
- 1991: Information Libre
- 1993: Kings & Queens
- 1993: BBC1 – Live in Concert
- 1995: Soapy Water & Mr. Marmalade
- 1997: A Files CD
- 2001: Direct Action: Day 21
- 2007: Western Culture
- 2010: Who Killed Joe Public

## Ekstern henvisning
- Officiel hjemmeside Arkiveret 14. august 2011 hos  Wayback Machine